# 曲陽県
曲陽県（きょくよう-けん）は中華人民共和国河北省保定市に位置する県。

## 歴史
秦朝により設置された。漢朝が成立すると上曲陽県と改称された。南北朝時代の446年（太平真君7年）、北魏により廃止されたが、500年（景明元年）に再び設置、北斉により曲陽県と改称された。
隋朝が成立すると586年（開皇6年）に恒陽県と改称された。その後、820年（元和15年）、唐朝により再び曲陽県とされた。
1958年には廃止となり管轄区域は定県に編入されたが、1961年に再び設置され現在に至る。

## 行政区画
- 鎮:恒州鎮、霊山鎮、燕趙鎮、羊平鎮、文徳鎮、暁林鎮、邸村鎮、斉村鎮、孝墓鎮、産徳鎮、下河鎮
- 郷:路荘子郷、荘窠郷、東旺郷、党城郷、郎家荘郷、范家荘郷、北台郷